# Hamer

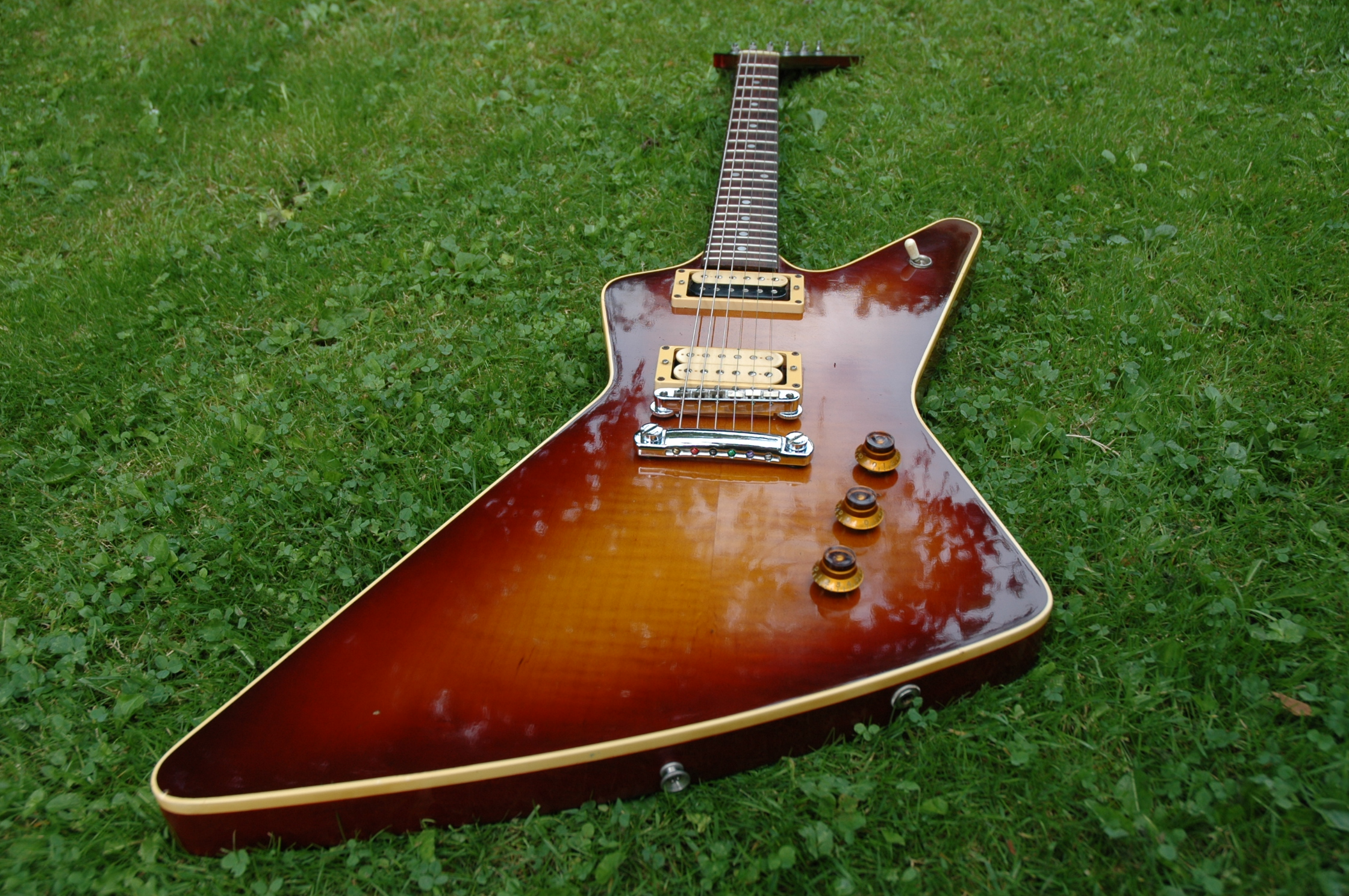
Gitarr från Hamer Guitars, modell Hamer Standard

Hamer Guitars (uttalas Hay’-mer, inte hammer), var ett företag i USA som tillverkade elgitarrer och elbasar. Företaget grundades av Jol Dantzig och Paul Hamer.

## Historia

### De första åren
Jol Dantzig, Paul Hamer, James Walker och John Montgomery öppnade kring 1973–1974 en gitarraffär som hette Northern Prairie Music i Wilmette, Illinois. Där sålde de gamla Gibson och Fender-gitarrer från nittonhundrafemtio- och sextiotalet, och utförde reparationer och restaureringar av gamla instrument. De fick utveckla sina egna verktyg, lim och gitarrlacker för det gick inte att få tag på det de behövde för att utföra reparationerna på något annat sätt.
Under 1970-talet försökte både Gibson och Fender göra besparingar inom företagen och tillverkade ganska undermåliga instrument. Marknaden för vintage (äldre) instrument började växa då musiker tyckte att de gamla instrumenten hade mycket högre kvalitet. Dantzig och Hamer brukade köra ut till arenorna när stora artister var på väg in till stan. De visade sina äldre instrument för de stora stjärnorna som gärna köpte de gitarrer de hade med sig. 1970-talets gitarrer höll helt enkelt inte måttet, och Dantzig och Hamer såg att det fanns ett behov av gitarrer byggda med lika stor noggrannhet och omsorg som på femtiotalet.
Dantzig och Hamer provade att bygga sitt första egna instrument, en flying vee-bas. När Dantzig tog med sig basen på spelningar började folk fråga var han fått den ifrån, och hur de kunde få tag på en likadan. Men eftersom det förmodligen var den enda flying vee-basen i hela världen ville Dantzig först inte att andra skulle synas med ett lika udda och unikt instrument. Rick Nielsen, som varit stadig kund i Dantzig och Hamers gitarrbutik, tjatade dock på dem om att bygga en gitarr till honom. Till slut gav de efter och satte igång att bygga det som skulle bli Hamers Guitars första gitarr.
Då Dantzig och Hamer länge hade reparerat gitarrer hade de sett vilka misstag de stora gitarrtillverkarna ofta gjorde. De bestämde sig för att förbättra alla svaga punkter de kunde komma på, och att använda endast de bästa material de kunde hitta. Utan att veta det började de alltså med det som senare skulle kallas custom shop-byggande.

#### Hamer Standard
Den första gitarr som byggdes var modellen Hamer Standard. Modellen baserades på Gibsons Explorermodell från femtiotalet, men med flera förbättringar som Jol Dantzig och Paul Hamer föreslagit. Gitarrkroppen utgjordes av ett helt stycke solid Hondurasmahogny täckt av en tunn och ofta fint mönstrad lönntopp. Även halsen var gjord i mahogny i ett stycke. På de första gitarrer som byggdes satt det Gibson PAF-pickuper. Dantzig och Hamer hade lyckats komma över en låda gamla pickuper från Gibsons restlager. Några lindades också om av Larry Dimarzio. Detta var innan Dimarzio tillverkade och sålde gitarrpickuper. Dimarzio startade sedermera egen tillverkning av gitarr- och baspickuper och han lindade speciella versioner av sin vanliga PAF-pickup till de Hamergitarrer som tillverkades under sjuttiotalet och åttiotalet.
De tidiga Hamer Standard-gitarrerna tillverkades i John Montgomerys källare. Och de Standards som tillverkades mellan 1974 och 1985 inbringar idag höga priser då de anses vara lika väl byggda som en Gibson från femtiotalet. I Montgomerys källare tillverkades de Hamergitarrer som hade ett fyrsiffrigt serienummer, så kallade four digit Standards. Modellen återintroducerades senare under Hamer Guitars tjugoårsjubileum 1995 och tillverkades då med samma noggrannhet och hantverksskicklighet som förr. De nya Standard-gitarrerna hade dock samma sexsiffriga serienummersystem som övriga Hamermodeller. Huvudformen ändrades också en aning på de nya Standard-gitarrerna.

#### Specialtillverkade mikrofoner
Hamer Guitars var den första gitarrtillverkare som byggde gitarrer med olika output på hals- och stallpickuperna, något de flesta andra gitarr- och mikrofontillverkare sedan tagit efter.

### Igång på allvar
Under 1975 började Hamer Guitars bygga gitarrer på allvar och de användes bland annat av Martin Barre i Jethro Tull, Rick Nielsen i Cheap Trick och Rick Derringer. Martin Turner i Wishbone Ash beställde en Standard bas. Till och med John Belushi beställde två Hamer Standards. En skulle han ge till sin vän Keith Richards, den andra till Ronnie Wood från The Rolling Stones.

#### Gibson stressade
Framgången för Hamers Standard-modell blev så stor att Gibson i mitten på sjuttiotalet tvingades damma av och nytillverka sin gamla Explorer-modell, som de hade slutat tillverka 1959.

#### Hamer Sunburst
1977 introducerade Hamer sin andra idag klassiska gitarrmodell. Den kallades Hamer Sunburst och hade rund gitarrkropp med två horn byggd i en hel bit hondurasmahogny med en tunn skiva vackert mönstrad lönnfaner på toppen. Kroppen hade vit bindning och på Custom-modellen hade även halsen bindning och block med pärlemorinlägg i greppbrädan. Gitarren hade två PAF humbucker-pickuper från DiMarzio och ett strängstall satt monterat upphöjt på en bit mahogny. Strängstallet utvecklades efter något år till en variant som Jol Dantzig uppfunnit själv. Det bestod av ett helt stycke solid metall med sex individuellt justerbara stallsadlar, där strängarna gick genom gitarren från baksidan av kroppen. Strängstallet kallades för "sustain block" och gav gitarren en mycket bra ton och klang. Sunburst-gitarrerna tillverkades i större skala än Standard-modellen och gavs också ett annat serienummersystem på fem siffror, där den första siffran indikerar vilket år gitarren är tillverkad. Övriga siffror anger löpande den ordning som instrumenten tillverkats i. Nummer 90788 betyder exempelvis att gitarren är den sjuhundraåttioåttonde som byggts, och att den byggdes år 1979.

#### Andra modeller

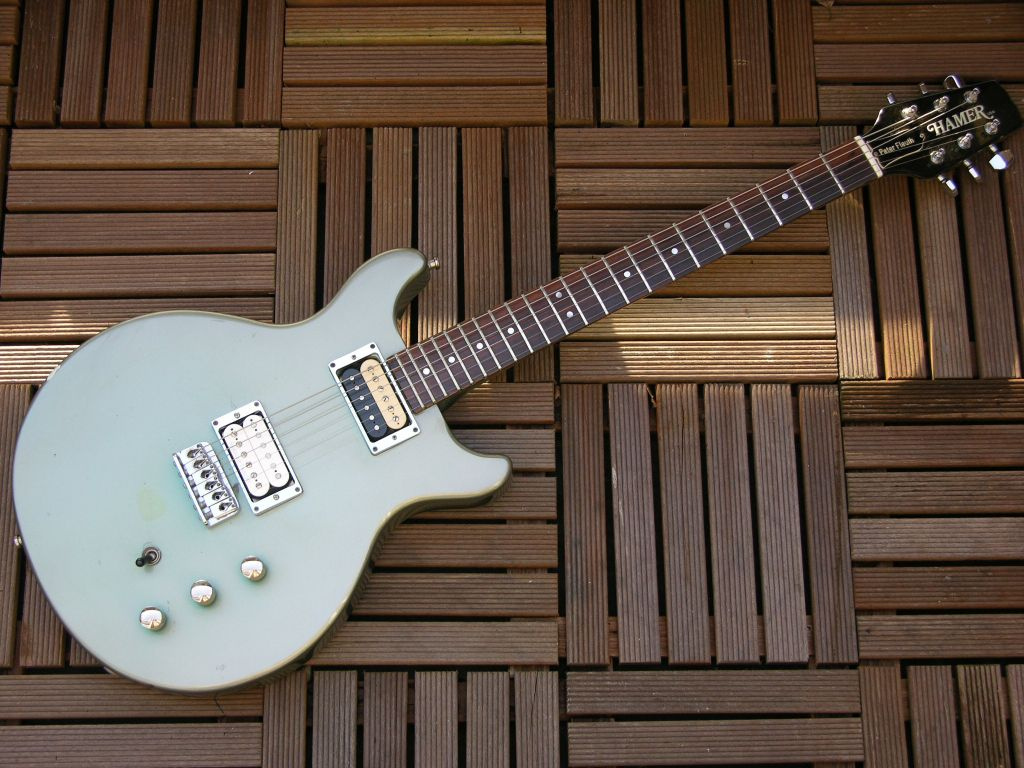
Gitarr av modellen Hamer Special

Efter att Sunburst-modellen fått stor framgång introducerades 1980 en likadan gitarr, fast utan bindning på sidorna av kroppen. Modellen var lite billigare och modellen döptes till Hamer Special.
Under 1980-talet växte Hamerfabriken ordentligt och många nya modeller togs fram, bland annat modellen The Prototype som hade en trippelpickup i stalläge. Det var en humbucker-pickup och en singlecoil-pickup som var monterade direkt ihop i en större ram. Detta gav många helt nya ljudkombinationer. En annan modell hette The Phantom och användes flitigt av Andy Summer från The Police. En Phantom-gitarr med svajsystem togs fram till Glenn Tipton i Judas Priest och det är den gitarr han kanske främst förknippas med idag. Hamer byggde en flying vee-modell som kallades för Vector som användes av KK Downing i Judas Priest. Han fick senare en egen variant av Vector-gitarren uppkallad efter sig. Hamer inledde också ett samarbete med Billy Idols gitarrist Steve Stevens vilket resulterade i två olika gitarrmodeller med hans namn. Modellen Steve Stevens I introducerades i mitten på åttiotalet. Ungefär samtidigt med skivan Whiplash Smile lanserades en modell till under namnet Steve Stevens II. Den var baserad på Phantom-modellen men hade lång skallängd, precis som en Fender Stratocaster. I början på 1990-talet skulle en tredje Steve Stevens-modell introduceras, men den fick slutligen namnet Centaura.

#### Floyd Rose
Hamer Guitars var den första gitarrtillverkare som serietillverkade gitarrer med Floyd Rose-system. Andra tillverkare var tidigare med att specialbygga gitarrer med Floyd Rose, men Hamer var först med att sätta en egen modell i serieproduktion med detta nya låsbara svajsystem.

### Nya tider

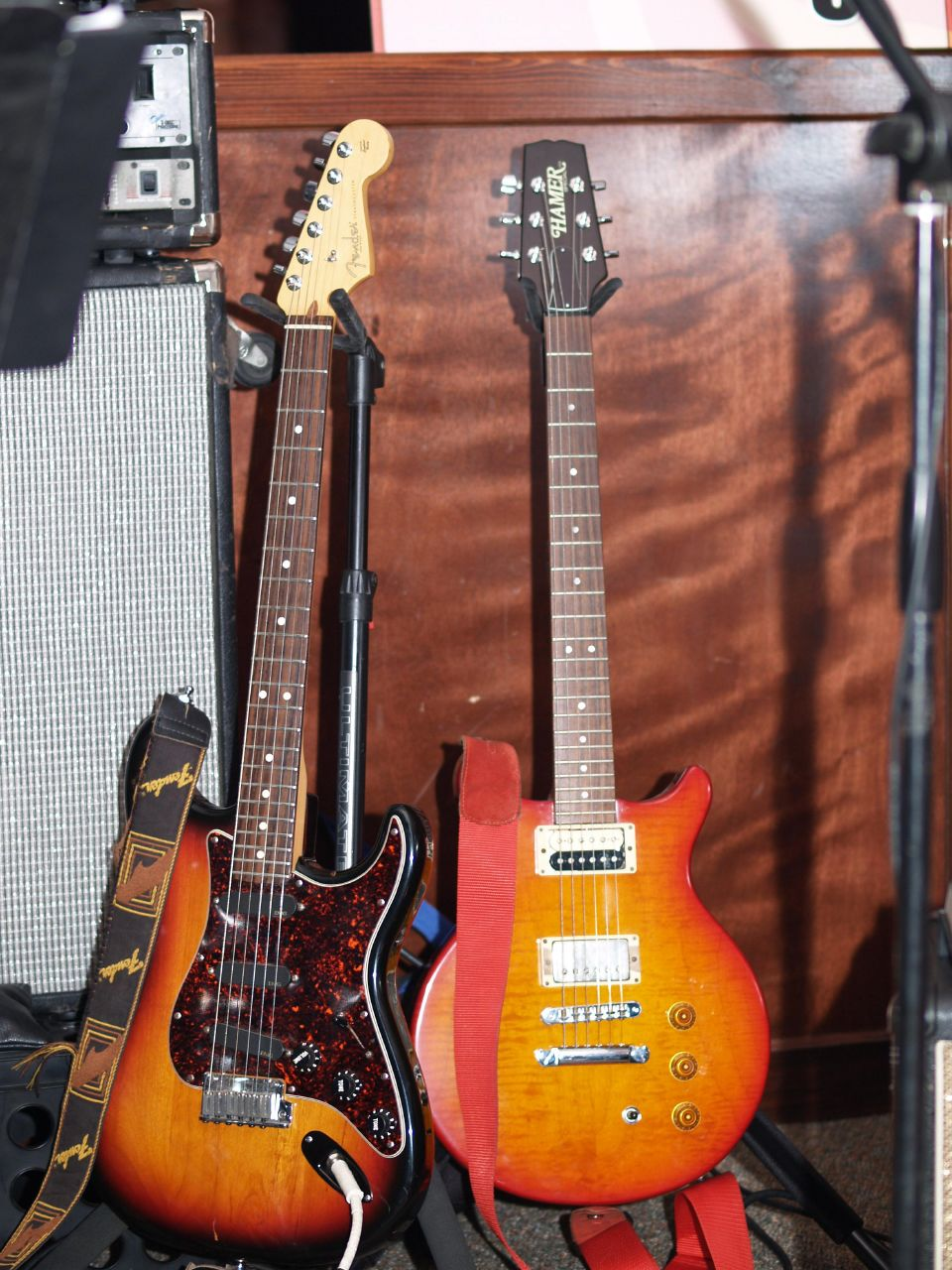
Hamer Studio Custom

I början av 1990-talet gick luften ur den hårdrocksscen som dominerat den senare delen av åttiotalet. Gitarrer med Floyd Rose-system och vilda färgkombinationer blev över en natt i princip det mest ohippa en musiker kunde spela på. Hamer drabbades hårt av detta då de tillsammans med andra tillverkare som Jackson och Kramer nischat sig kraftigt mot hårdrocksmarknaden. Paul Hamer ville fortsätta tillverka stora volymer och var beredd att ge vika på Hamers riktmärke, den kompromisslösa kvalitén i tillverkningen, för att kunna fortsätta tjäna stora pengar på sin gitarrtillverkning. Jol Danzig var däremot ovillig att kompromissa med kvalitén och ville istället ta tillbaka företaget till dess tidiga rötter. Han ville återigen bygga klassiska gitarrer av högsta kvalité i liten skala. De båda vännerna skildes åt och Paul Hamer lämnade företaget.
Hamer Guitars köptes upp av företagskoncernen Kaman. Kamans ägare var stor gitarrfantast och ägde redan Ovation Guitars. Han var beredd att satsa på idén om tillverkning i liten skala. Hamer Guitars började återigen bygga upp sitt varumärke som tillverkare av bland de bästa gitarrerna på marknaden. Gitarrmodellerna med Floyd Rose-system försvann från sortimentet och nya modeller introducerades. Sunburstmodellen som försvann 1983 återintroducerades. Den bytte så småningom namn till Studio och fick ett Tune-O-Matic-stallsystem istället för det klassiska sustain block-stallet, förmodligen för att kunderna kände igen Tune-o-matic-systemet från Gibsons gitarrer, vilket gjorde gitarrerna lättare att sälja. Studiomodellen fick också en solid välvd tvådelad lönntopp, så kallad "archtopp", till skillnad från den gamla Sunburst-modellen som hade helt platt topp, så kallad "flat topp".
En modell baserad på Studio/Sunburst-gitarren introducerades med en tonkammare och fiolhål. Den nya modellen kallades i början för Vanguard men bytte ganska snart namn till Artist. En modell med minihumbuckers och wraparound-stall kallades för Eclipse. En annan modell byggd i koaträ kallades Mirage. Även den gamla Prototype-modellen återuppstod under en period med en vacker tvådelad lönntopp, men nu under namnet Phantom.

### 2000-talet
År 2000 introducerade Hamer Guitars en ny modell kallad Newport, en så kallad hollwobody-gitarr med kropp och hals i mahogny och topp i gran. Seymour Duncan utvecklade en helt ny pickup till gitarrmodellen, Phat Cat-pickupen, en P-90-pickup i humbuckerstorklek. Pickupen gick till att börja med endast att få tag på genom att köpa en Hamer Newport-gitarr, eller genom att specialbeställa den via Seymour Duncans custom shop. Men den blev så populär på grund av sina ljudegenskaper att den introducerades i Seymour Duncans ordinarie sortiment. Hamers Newport modell vann i februari 2000 utmärkelsen Guitar Player Editors Pick Award för sin fina kvalité och spelmässighet. Det är en mycket populär modell både bland jazz- och bluesmusiker såväl som pop- och rockgitarrister och har ofta använts bland annat av No Doubts Tom Dumont.
Hamer Guitars Artist-modell introducerades också byggd i afrikanskt limbaträ, även kallat för "korina". Gitarren har två P90-pickuper och fick även den i mars 2001 utmärkelsen Guitar Player Editors Pick Award.
En ny gitarrmodell lanserades i mitten på 2000-talet. Den kallades Monaco och finns i flera olika versioner. En vanlig Monaco har 25,5" mensur. Monaco Elite har 24,74" mensur. De har kropp och hals i mahogny med tvådelad lönntopp. Gitarren har single cutaway ungefär som Gibsons Les Paul-gitarrer. Monaco III har tre P90-mikrofoner och två tonkammare med fiolhål och bigsby-svaj.
Under NAMM-mässan i januari 2007 introducerades en ny modell som heter Talladega. Hamer Guitars återintroducerade här sitt klassiska sustain block-stall i serieproduktion, till många Hamerfans glädje. Gitarren har kropp och hals i mahogny, med välvd lönntopp. Gitarren har 25,5" mensur, precis som en Fender Telecaster. Talladega-modellen hade också helt nya mikrofoner som tagits fram i samarbete mellan Jol Danzig och Seymour Duncan. Stallmikrofonen är av telecastertyp och halsmikrofonen är av P90-typ.
Den 31 december 2007 såldes Kaman Music Corporation, som var Hamer Guitars huvudägare, till Fender Musical Instruments Corporation. Gitarrbyggarna i Hamerverkstan byggde nu även Guilds top of the line akustiska gitarrer.
I december 2012 beslutade Fender Musical Instruments Corporation att stoppa produktionen av Hamer gitarrer och att stänga den lilla custom shop-fabriken i New Hartford, Connecticut. 
I februari 2015 sålde Fender Musical Instruments Corporation divisionen KMC Music Corp, där varumärket Hamer ingår, till JAM Industries, som också äger bland annat Washburn. Jam Industries introducerade nya Hamergitarrer på NAMM-mässan i USA i februari 2017. Dessa är tillverkade i Asien och har i princip ingenting gemensamt med de tidigare Hamergitarrerna, mer än namnet på huvudet.
De gitarrer och basar som i över 40 år tillverkades av Hamer USA är idag eftertraktade på andrahandsmarknaden, av musiker och gitarrsamlare, för sin klassiska design och höga custom shop-kvalitet.
Jol Dantzig har startat en liten och exklusiv custom shop och bygger Dantziggitarrer på beställning. En av de mest erfarna gitarrbyggarna från Hamerverkstan har startat Shishkov Guitars, där även han bygger custom shop-gitarrer i Hamers anda. Paul Hamer bor i Chicago och har en liten exklusiv verkstad där han bygger en väldigt speciell gitarrmodell, H-guitars. Frank Untermeyer arbetar idag på C. F. Martin & Company, där han är kvalitetsansvarig för inköpen av de högkvalitativa träråvaror som behövs till fabrikens gitarrtillverkning.

## Artister som har spelat på Hamers gitarrer
Jol Danzig har genom åren designat gitarrer åt bland andra John Lennon, Paul McCartney, George Harrison, Sting, Keith Richards, Johnny Ramone, Steve "Steamin'" Clark, John Entwistle, John Belushi, Ronnie Wood, Sting, Steve Stevens, Jeff Watson, Billy Corgan, Prince, Gary Moore, Billy Gibbons, Rick Nielsen, Keb' Mo', K.K. Downing, Glenn Tipton, Lyle Workman, Mark Knopfler, Eric Johnson, Martin Barre, Johnny Ramone, Elliot Easton, Brad Gillis, Roy Buchannan, Jeff Watson och James Honeyman-Scott.